# Nykolonialism
Nykolonialism eller neokolonialism (av gammalgrekiskans νέος, "ny") är ett begrepp som betecknar hur rika i-länder genom kapitalistisk globalisering, multinationella storföretag och kulturell dominans utövar fortsatt kontroll över fattiga utvecklingsländer (tredje världen) trots formell avkolonisering och självständighet. Ibland inkluderas även de forna kolonialmakternas fortsatta militära inblandning i sina före detta kolonier. Som akademiskt begrepp förekommer nykolonialism ofta i postkoloniala studier och internationella relationer.

## Teori

### Ursprung
Begreppet lär först ha använts av Ghanas förste president Kwame Nkrumah, som 1965 författade boken Neo-Colonialism, the Last Stage of Imperialism. Som statsvetare byggde Nkrumah sina teorier om nykolonialism på de socioekonomiska och politiska argument som Lenin lade fram i pamfletten Imperialismen som kapitalismens högsta stadium från 1917. Nkrumah skrev att resultatet av nykolonialism är att utländskt kapital används för utsugning istället för utveckling av fattiga delar av världen, men han poängterade att kampen mot nykolonialism inte får utestänga utländskt kapital helt utan endast hindra att det förvärrar levnadsvillkoren för de redan fattiga massorna.

### Beroendeförhållanden
Ett nykolonialt förhållande kan uppstå genom att det nyligen självständiga landet sedan kolonialtiden är ekonomiskt beroende av en exportvara (en gröda eller råvara) med den före detta kolonialmakten som främsta marknad. Den före detta kolonialmakten har då från början en maktposition gentemot den före detta kolonin. Ett annat exempel är Irak som kom i beroendeställning av britterna eftersom dessa företrädde deras anspråk på den oljerika Mosulprovinsen gentemot den traditionella innehavaren av detta område, nämligen Syrien och dess kolonialmakt, Frankrike. Dessutom utnämnde Storbritannien en prins från Hejaz till kung av Irak. Eftersom hans ställning var synnerligen löst förankrad i det irakiska samhället ledde det till att Irak kände sig tvunget att söka stöd från främmande makt, det vill säga i första hand Storbritannien.
Dessa exempel illustrerar beroendeskolan, vars teoretiska antaganden är grunden för idén om nykolonialism. Baserat på en marxistisk analys av världen menar beroendeskolan att underutvecklingen av det globala Syd är ett direkt resultat av utvecklingen av det globala Nord. Detta i kontrast till frimarknadsteorier som menar att fattigdomen i det globala Syd bara är en övergångsfas innan även dessa länder integreras i den globala kapitalistiska världsekonomin.

## Politisk användning
Nykolonialism har använts som politiskt begrepp runtom i tredje världen för att kritisera västerländskt inflytande, bland annat genom Alliansfria rörelsen och under avkoloniseringen av Afrika och Asien vidtog de nya regeringarna åtgärder för att motverka kvarvarande koloniala effekter på de egna länderna. Ett exempel på nykolonialism kom att bli de före detta franska kolonierna i Nord- och Västafrika (Françafrique). Kritiken riktades mot att de styren som övertog kolonierna efter självständigheten stödde, och erhöll stöd av, den forna kolonialmakten och att det koloniala beroendeförhållandet därigenom fortsatte, med franska storföretag som erhöll monopol på naturresursutvinning i de afrikanska länderna till förmån endast för sig själva och de korrumperade lokala eliterna, medan befolkningarna i dessa länder förblev marginaliserade och fattiga. Därutöver finns åtskilliga ytterligare fall där rika industriländer på olika sätt utövat direkt eller indirekt kontroll över utvecklingsländer under loppet av kalla kriget med syfte att främja sina egna ekonomiska intressen.
Kritiker av begreppet menar att det används av den härskande eliten i utvecklingsländer för att vända blickarna bort från det egna vanstyret och istället skylla problem som uppstår på yttre orsaker.